# Thecopsammia elongata
Thecopsammia elongata är en korallart som först beskrevs av Henry Nottidge Moseley 1881.  Thecopsammia elongata ingår i släktet Thecopsammia och familjen Dendrophylliidae. Inga underarter finns listade i Catalogue of Life.